# Psaume 112 (111)

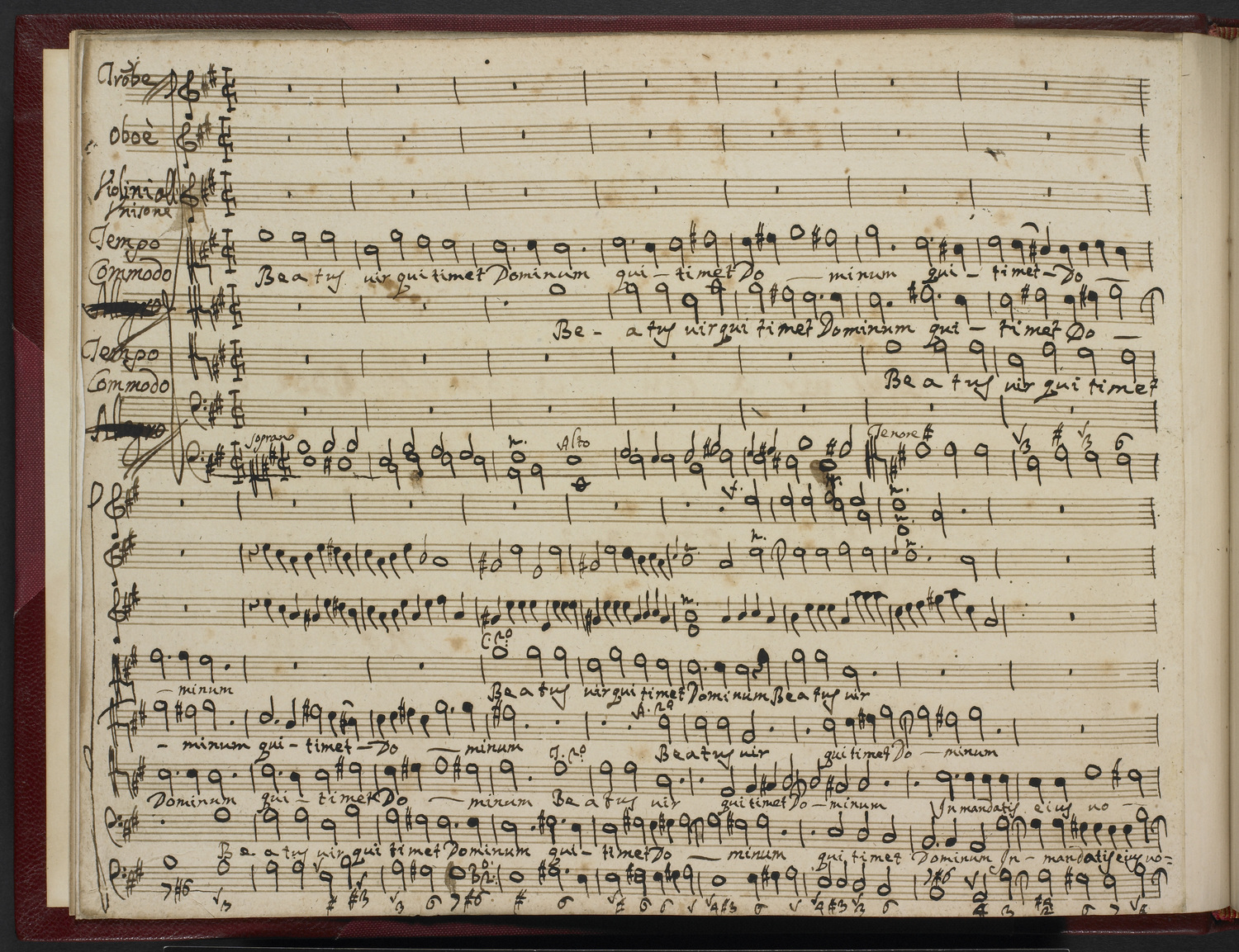
Mise en musique du psaume 112.

Le psaume 112 (111 selon la numérotation grecque) fait partie du livre des psaumes. Désigné en latin par ses premiers mots, Beatus vir, comme le psaume 1, ce psaume a fait l'objet de nombreuses mises en musique.

## Texte
| verset | original hébreu                                       | traduction française de Louis Segond                                                                                   | Vulgate latine                                                                                       |
| ------ | ----------------------------------------------------- | --- | --- |
| 1      | הַלְלוּ-יָהּ:אַשְׁרֵי-אִישׁ, יָרֵא אֶת-יְהוָה; בְּמִצְו‍ֹתָיו, חָפֵץ מְאֹד.      | Louez l’Éternel ! Heureux l’homme qui craint l’Éternel, qui trouve un grand plaisir à ses commandements.               | [Alleluia reversionis Aggei et Zacchariae] Beatus vir qui timet dominum in mandatis eius volet nimis |
| 2      | גִּבּוֹר בָּאָרֶץ, יִהְיֶה זַרְעוֹ; דּוֹר יְשָׁרִים יְבֹרָךְ.                 | Sa postérité sera puissante sur la terre, la génération des hommes droits sera bénie.                                  | Potens in terra erit semen eius generatio rectorum benedicetur                                       |
| 3      | הוֹן-וָעֹשֶׁר בְּבֵיתוֹ; וְצִדְקָתוֹ, עֹמֶדֶת לָעַד.                     | Il a dans sa maison bien-être et richesse, et sa justice subsiste à jamais.                                            | Gloria et divitiae in domo eius et iustitia eius manet in saeculum saeculi                           |
| 4      | זָרַח בַּחֹשֶׁךְ אוֹר, לַיְשָׁרִים; חַנּוּן וְרַחוּם וְצַדִּיק.               | La lumière se lève dans les ténèbres pour les hommes droits, pour celui qui est miséricordieux, compatissant et juste. | Exortum est in tenebris lumen rectis misericors et miserator et iustus                               |
| 5      | טוֹב-אִישׁ, חוֹנֵן וּמַלְוֶה; יְכַלְכֵּל דְּבָרָיו בְּמִשְׁפָּט.               | Heureux l’homme qui exerce la miséricorde et qui prête. Qui règle ses actions d’après la justice.                      | Iucundus homo qui miseretur et commodat disponet sermones suos in iudicio                            |
| 6      | כִּי-לְעוֹלָם לֹא-יִמּוֹט; לְזֵכֶר עוֹלָם, יִהְיֶה צַדִּיק.               | Car il ne chancelle jamais ; la mémoire du juste dure toujours.                                                        | Quia in aeternum non commovebitur ; in memoria aeterna erit iustus                                   |
| 7      | מִשְּׁמוּעָה רָעָה, לֹא יִירָא; נָכוֹן לִבּוֹ, בָּטֻחַ בַּיהוָה.             | Il ne craint point les mauvaises nouvelles ; son cœur est ferme, confiant en l’Éternel.                                | ab auditione mala non timebit paratum cor eius sperare in Domino                                     |
| 8      | סָמוּךְ לִבּוֹ, לֹא יִירָא; עַד אֲשֶׁר-יִרְאֶה בְצָרָיו.                 | Son cœur est affermi ; il n’a point de crainte, jusqu’à ce qu’il mette son plaisir à regarder ses adversaires.         | Confirmatum est cor eius non commovebitur donec dispiciat inimicos suos                              |
| 9      | פִּזַּר, נָתַן לָאֶבְיוֹנִים-- צִדְקָתוֹ, עֹמֶדֶת לָעַד;קַרְנוֹ, תָּרוּם בְּכָבוֹד. | Il fait des largesses, il donne aux indigents ; sa justice subsiste à jamais ; sa tête s’élève avec gloire,            | Dispersit dedit pauperibus iustitia eius manet in saeculum saeculi cornu eius exaltabitur in gloria  |
| 10     | רָשָׁע יִרְאֶה, וְכָעָס-- שִׁנָּיו יַחֲרֹק וְנָמָס;תַּאֲוַת רְשָׁעִים תֹּאבֵד.      | Le méchant le voit et s’irrite, il grince les dents et se consume ; les désirs des méchants périssent.                 | Peccator videbit et irascetur dentibus suis fremet et tabescet desiderium peccatorum peribit         |

## Usages liturgiques

### Dans le christianisme

#### Chez les catholiques
Saint Benoît de Nursie attribua les psaumes à partir du psaume 110 (109) aux offices de vêpres, dans sa règle de saint Benoît fixée vers 530. Donc ce psaume était traditionnellement récité ou chanté lors de l'office solennel de vêpres du dimanche, entre les psaume 111 (110) et psaume 113 (112),.
Dans le rite romain ordinaire, le psaume 112 est actuellement lu le 5e dimanche du temps ordinaire de l’année A. D'ailleurs, dans la liturgie des Heures promulguée en 1970, le psaume est encore récité aux vêpres du dimanche de la quatrième semaine et le soir de la solennité de l'Épiphanie.

## Mise en musique
Le texte latin a été mis en musique par de nombreux compositeurs : Claudio Monteverdi inclut un Beatus Vir à 6 voix (SV 268) - l'une de ses pièces les plus connues - et un Beatus Vir à 5 voix (SV 269) dans son recueil intitulé Selva morale e spirituale (« Forêt morale et spirituelle », 1640) ; Giacomo Carissimi est l'auteur d'un Beatus Vir à 8 voix, tout comme Agostino Steffani ; cependant qu'Antonio Vivaldi en a laissé trois : Beatus Vir, RV 597 (le plus célèbre), RV 598 (le plus court) et RV 795 (le plus ample). En France, Michel-Richard de Lalande a écrit un Beatus Vir (S. 39) en 1692. On en a un, également, du musicien espagnol Tomás Luis de Victoria, qui vécut cent ans plus tôt. Marc-Antoine Charpentier compose 5 "Beatus vir qui timet Dominum", H.154, H.199-H.199 a, H.208, H.221, H.224 entre 1670 et 1695. En Allemagne, on dénombre onze Beatus Vir de la main de Johann Rosenmüller, alors que Jan Dismas Zelenka en a publié trois (ZWV 75, ZWV 76, ZWV 77). Chez Wolfgang Amadeus Mozart, le Beatus Vir est le 3e mouvement des Vesperæ solennes de Dominica (K.321) et des Vesperæ solennes de confessore (K.339). Au XXe siècle, le compositeur polonais Henryk Górecki signe en 1979 un célèbre Beatus Vir, op. 38, pour baryton, chœur mixte et orchestre. Un autre compositeur polonais, Paweł Łukaszewski, né en 1968, a lui aussi donné un Beatus Vir (2003).